# Championnat de Saint-Christophe-et-Niévès de football 2011-2012
Navigation
Saison précédente Saison suivante
La saison 2011-2012 du Championnat de Saint-Christophe-et-Niévès de football est la quarante-neuvième édition de la Premier League, le championnat de première division à Saint-Christophe-et-Niévès. Les neuf formations de l'élite sont réunies au sein d'une poule unique où elles s'affrontent trois fois au cours de la saison. À l'issue du championnat, les quatre premiers se qualifient pour la phase finale. Lors de la phase finale, les quatre clubs qualifiés s'affrontent une fois puis les deux premiers jouent la finale pour le titre, en deux matchs gagnants. 
C'est le club de Newtown United qui remporte la compétition cette saison après avoir battu Caribbean Stars Conaree FC lors de la finale nationale. Il s’agit du seizième titre de champion de Saint-Christophe-et-Niévès de l'histoire du club.

## Les clubs participants
- Village Superstars
- Garden Hotspurs
- Mantab FC
- Caribbean Stars Conaree FC
- St Peter's FC
- Newtown United
- St. Paul's United FC
- Cayon Rockets - Promu de Second Division
- Strikers FC

## Compétition
Le barème de points servant à établir le classement se décompose ainsi :
- Victoire : 3 points
- Match nul : 1 point
- Défaite : 0 point

### Phase régulière
| Rang | Équipe                     | Pts | J  | G  | N | P  | Bp | Bc | Diff |
| ---- | -------------------------- | --- | -- | -- | - | -- | -- | -- | ---- |
| 1    | St. Paul's United FCC      | 52  | 24 | 16 | 4 | 4  | 50 | 17 | +33  |
| 2    | Caribbean Stars Conaree FC | 48  | 24 | 14 | 6 | 4  | 49 | 29 | +20  |
| 3    | Newtown United             | 43  | 24 | 13 | 4 | 7  | 45 | 29 | +16  |
| 4    | Garden Hotspurs FC         | 42  | 24 | 12 | 6 | 6  | 42 | 30 | +12  |
| 5    | Village SuperstarsT        | 32  | 24 | 9  | 5 | 10 | 40 | 34 | +6   |
| 6    | St Peter's FC              | 26  | 24 | 7  | 5 | 12 | 33 | 46 | -13  |
| 7    | Strikers FC                | 23  | 24 | 5  | 8 | 11 | 24 | 39 | -15  |
| 8    | Cayon RocketsP             | 22  | 24 | 5  | 7 | 12 | 26 | 41 | -15  |
| 9    | Mantab FC                  | 12  | 24 | 3  | 3 | 18 | 18 | 62 | -44  |

|  | Qualification pour la phase finale                                                   |
|  | T : Tenant du titre C : Vainqueur de la Coupe nationale P : Promu de Second Division |

### Phase finale
| Rang | Équipe                     | Pts | J | G | N | P | Bp | Bc | Diff |  | Résultats (▼ dom., ► ext.) | CSC | New | SPa | Gar |
| ---- | -------------------------- | --- | - | - | - | - | -- | -- | ---- |  | -------------------------- | --- | --- | --- | --- |
| 1    | Caribbean Stars Conaree FC | 7   | 3 | 2 | 1 | 0 | 5  | 1  | +4   |  | Caribbean Stars Conaree FC |     | 0-0 | 2-1 | 3-0 |
| 2    | Newtown United             | 5   | 3 | 1 | 2 | 0 | 2  | 1  | +1   |  | Newtown United             |     |     | 1-0 | 1-1 |
| 3    | St. Paul's United FCC      | 3   | 3 | 1 | 0 | 2 | 5  | 3  | +2   |  | St. Paul's United FCC      |     |     |     | 4-0 |
| 4    | Garden Hotspurs FC         | 1   | 3 | 0 | 1 | 2 | 1  | 8  | -7   |  | Garden Hotspurs FC         |     |     |     |     |

|  | Qualification pour la finale        |
|  | C : Vainqueur de la Coupe nationale |

### Finale nationale
La finale se joue en deux rencontres gagnantes. Les rencontres se disputent au Warner Park de Basseterre.
| Équipe 1                   | Résultat | Équipe 2                   |
| -------------------------- | -------- | -------------------------- |
| Caribbean Stars Conaree FC | 0 - 2    | Newtown United             |
| Newtown United             | 2 - 0    | Caribbean Stars Conaree FC |

- Newtown United remporte la série deux victoires à zéro et est sacré champion.

## Bilan de la saison
| Championnat de Saint-Christophe-et-Niévès de football 2011-2012 |                                |
| Champion                                                        | Newtown United (16e titre)     |
| Coupes et trophées                                              |                                |
| Vainqueur de la Coupe de Saint-Christophe-et-Niévès 2011-2012   | St Paul's United FC            |
| Qualifications continentales                                    |                                |
| CFU Club Championship 2013                                      | Aucun                          |
| Promotions et relégations                                       |                                |
| Promus en Premier League                                        | SPD United FC                  |
| Relégués en Second Division                                     | Aucun (extension à 10 équipes) |